# Caspar Memering
Caspar Memering (ur. 1 czerwca 1953 w Bockhorst) – niemiecki piłkarz. Występował na pozycji pomocnika.

## Kariera klubowa
Memering profesjonalną karierę rozpoczynał w Hamburgerze SV. Zadebiutował tam 28 sierpnia 1971 w przegranym przez jego zespół 0-1 pojedynku z FC Schalke 04, rozegranym w ramach rozgrywek Bundesligi. Szybko wywalczył sobie miejsce w wyjściowej jedenastce ekipy z Volksparkstadion i stał się jej podstawowym graczem. 15 kwietnia 1972 strzelił pierwszego gola w zawodowej karierze. Było to w ligowym meczu z VfL Bochum, przegranym przez HSV 1-2. Na pierwsze większe osiągnięcie z klubem czekał do 1974 roku, kiedy to dotarł z nim do finału Pucharu Niemiec, ale uległ tam 1-3 Eintrachtowi Frankfurt. W 1976 roku Memering wygrał z Rothosen rozgrywki Pucharu Niemiec. W tym samym roku wywalczyli wicemistrzostwo Niemiec. W 1977 roku zwyciężyli w rozgrywkach Pucharu Zdobywców Pucharów. Na kolejny sukces Memering czekał z klubem dwa lata, do 1979 roku, kiedy zostali mistrzem Niemiec. Rok później dotarli do finału Pucharu Mistrzów, ale przegrali tam 0-1 z Nottingham Forest. W 1980 roku zostali wicemistrzem Niemiec, a rok powtórzyli ten wyczyn. W 1982 roku Memering wygrał z Hamburgiem mistrzostwo Niemiec. Również w 1982 roku wystąpił w finale Pucharu UEFA, ale uległ tam w dwumeczu IFK Göteborg. Łącznie w drużynie z Hamburga Memering spędził jedenaście sezonów. W tym czasie rozegrał tam 303 spotkania i zdobył 37 bramek.
W 1982 roku odszedł do francuskiego Girondins Bordeaux. Pełnił tam głównie rolę rezerwowego. W drugim sezonie pobytu na Stade Chaban-Delmas wywalczył z klubem mistrzostwo Francji. W 1984 roku powrócił do Niemiec, a konkretnie do pierwszoligowego FC Schalke 04. Pierwszy występ zanotował tam 24 sierpnia 1984 w przegranym przez jego zespół 1-3 ligowym spotkaniu z Borussią Mönchengladbach. Spędził tam dwa sezony. Łącznie wystąpił tam w 17 meczach i strzelił jednego gola. W 1986 roku zakończył karierę.

## Kariera reprezentacyjna
Memering jest byłym reprezentantem Niemiec. W drużynie narodowej zadebiutował 22 maja 1979 w wygranym przez Niemcy 3-1 towarzyskim meczu z Irlandią. W 1980 został powołany do kadry na Euro 1980, które wygrali Niemcy. W drużynie narodowej łącznie rozegrał trzy spotkania.